# Lee Crooks
Lee Crooks (ur. 14 stycznia 1978) – angielski piłkarz występujący na pozycji obrońcy i pomocnika. Po zakończeniu kariery piłkarskiej wstąpił w szeregi Royal Air Force. Od stycznia 2012 bierze udział w działaniach zbrojnych na wojnie w Afganistanie.